# 苏味道
苏味道（648年—705年）。赵州栾城（今河北栾城）人，唐朝大臣，文学家。高宗乾封年间进士。武则天当政时數次官至宰相。中宗时因依附张易之兄弟被外贬。少时以文章知名，与李峤合称“苏李”，更以「蘇模棱」個稱號廣為人知。
又与李峤，崔融，杜审言合称“文章四友”。今存有诗稿十餘首。

## 仕官
蘇味道年满二十之后，进士及第，担任咸陽尉一职。當時的吏部侍郎裴行儉了解苏味道的名气，对待他非常客气。到西征突厥阿史那都支時，蘇味道獲得引薦為管記。后来，裴居道任左金吾將軍，為了纂寫謝表的事情，找寻才子。蘇味道因此受到委託，他的诗文也广为流传。
此後蘇味道官位一路有升有降，武周延載初年更官拜鳳閣舍人、檢校鳳閣侍郎、同鳳閣鸞台平章事。延載因為依附李昭德，貶為集州刺史，不久后召回，任天官侍郎。聖曆初年，再任鳳閣侍郎、同鳳閣鸞台三品。按新、舊《唐書》记载，蘇味道善於陳奏，清楚台閣官場慣例，而未有大作為，對人事圓潤處理。又曾對人說：“處事不欲決斷明白，若有錯誤，必貽咎譴，但模棱以持兩端可矣。”時人因而稱其為“蘇模棱”。亦成語「模棱兩可」來源。
長安元年三月，與鳳閣侍郎、同平章事張錫知選涉及漏洩禁中語、贓滿數萬，遭連坐而下獄。當時張錫乘馬而往，在獄中三品院氣色自若，作息飲食如同日常；蘇味道則徒步至獄，席地而臥，唯簡單蔬食而已。太后知道此事后，赦免了蘇味道、准許他復職。同年同月，京城落雪。苏味道等人認為是祥瑞，就草擬奏章，預備祝賀。左拾遺王求禮在朝上反對，蘇味道就反問：「國家事，何為誑妄以賀朝庭？」。王求禮同樣根據災祥之道理，就答：「宰相不能燮理陰陽，令三月降雪。此災也，乃誣為瑞。若三月雪是瑞雪，臘月雷當為瑞雷耶！」滿朝上下都贊成王求禮的看法，於是不作賀事。當時又有人獻上三腳牛，蘇味道以之道賀，王求禮就說：「凡物反常皆爲妖。此鼎足非其人，政教不行之象也。」武后听说了这件事后很忧愁。 
長安中年，蘇味道提請還鄉，遷葬其父。官府准许了，命令州縣就葬事提供所需，其間蘇味道涉嫌侵毀鄉人墓田，加上役使過度，被憲司彈劾，而貶為坊州刺史。未幾，又改任益州大都督府長史。

## 代表作
|  | 《正月十五夜》 火树银花合，星桥铁锁开。 暗尘随马去，明月逐人来。 游伎皆秾李，行歌尽落梅。 金吾不禁夜，玉漏莫相催。 |

## 晚年
神龍革命後，初年因視為張易之、張昌宗兄弟同黨，貶為郿州刺史。不久頒命復職益州大都督府長史，未成行而病卒，時年五十八，追賜冀州刺史。原有《蘇味道集》十五卷，已散失。現存《全唐詩》存其詩共一卷，十五首。

## 家庭关系

### 夫人
- 河东裴氏，裴行俭女

### 儿子
- 苏佃，膳部員外郎
- 苏份
- 苏倜，兗州刺史
- 苏倇，職方員外郎。

## 延伸阅读
[在维基数据编辑]
 在维基文库阅读此作者作品
 《舊唐書·卷94》，出自刘昫《舊唐書》
 《新唐書·卷114》，出自《新唐書》